# Guy Clapot
Pour les articles homonymes, voir Clapot.
Guy Clapot, né le 14 décembre 1955 à Dakar et mort le 14 septembre 2010 à Strasbourg, est un architecte et urbaniste.

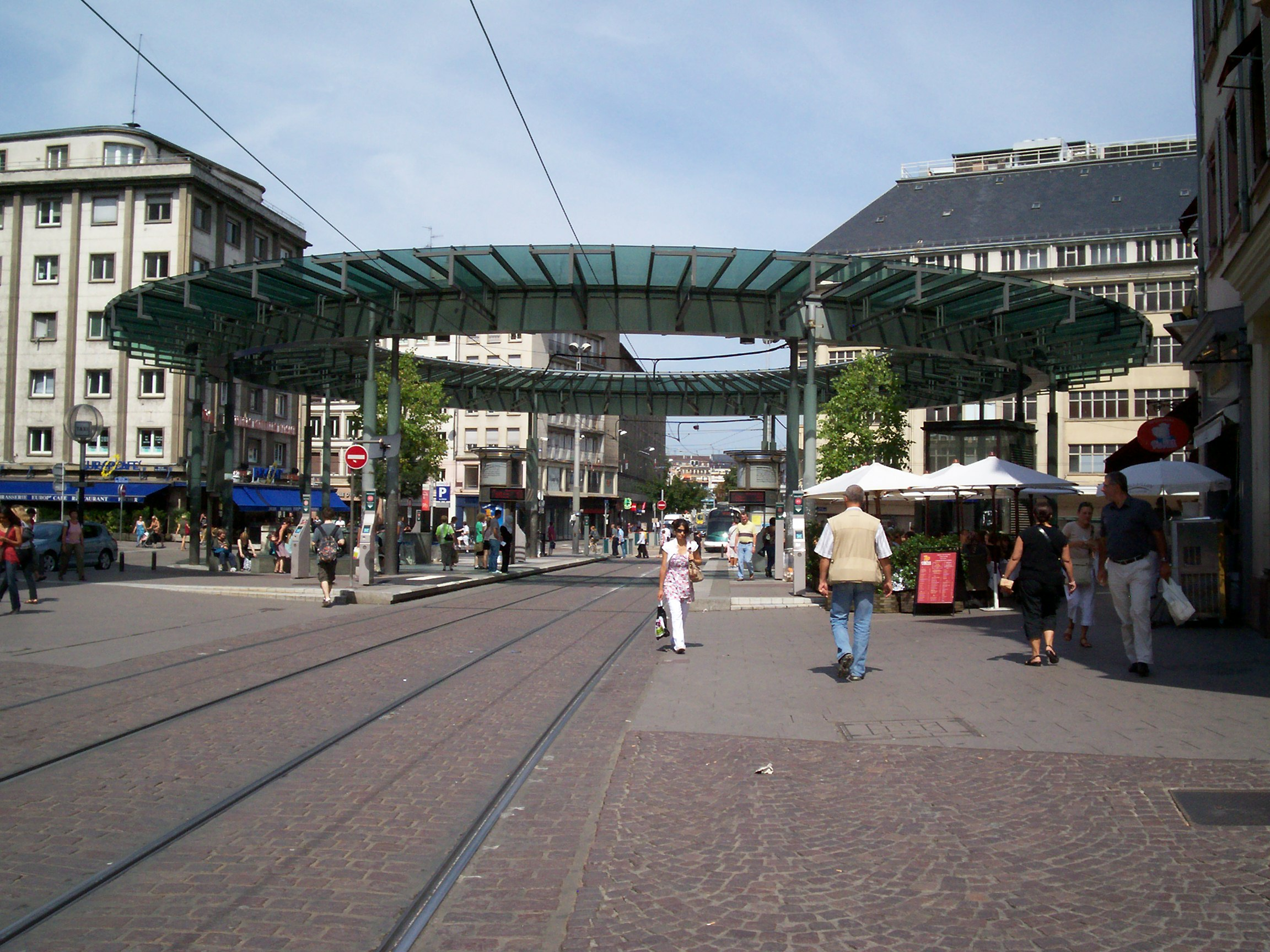
La place de l'Homme-de-Fer à Strasbourg

Il est notamment le concepteur du Musée départemental de Préhistoire de Solutré (1986), de la restructuration des places Kléber et de l'Homme-de-Fer à l’occasion de la réintroduction du tramway (1994), ainsi que de l’École d’architecture de Strasbourg (1987). Son architecture s’inscrit dans l’esprit de l’architecture du Mouvement moderne.
Après ses études secondaires, il intègre l’école d’architecture, à l’époque nommée ENSAIS désormais INSA de Strasbourg. Il la quitte sans achever les études, pour une activité de maîtrise d’œuvre (MŒ). Il sera un des rares architectes en France à obtenir son diplôme par décision ministérielle au vu de ses travaux. Il pratique tant l’architecture que l’urbanisme. Durant cette période de 1977 à 1999, il pratique également l’enseignement à l'École supérieure d'architecture de Strasbourg.
Il opte ensuite pour une activité de conseil au sein du CAUE du Bas-Rhin. Il y réalise des recherches et des études fondatrices pour de nombreuses collectivités. Sa dernière activité professionnelle est abritée dans la société Quartiers désormais reprise en lien avec Urbitat dans une nouvelle forme Urbitat+Quartiers. Il y travaille sur des sujets essentiellement urbains, dans la maîtrise d'œuvre (MŒ), l’assistance à maîtrise d’ouvrage (AMO) et l’enseignement.